# Moisés Lira Serafin
Moisés Lira Serafin (ur. 16 września 1893 w Zacatlán, zm. 25 czerwca 1950 w Meksyku) – meksykański duchowny, profesor Misjonarzy Ducha Świętego i założyciel Zgromadzenia Misjonarek Miłosierdzia Maryi Niepokalanej, błogosławiony Kościoła katolickiego.
W wieku 5 lat zmarła jego matka i to wydarzenie, naznaczyło jego życie. Jego ojciec był nauczycielem i podróżował z nim do różnych miejsc. W 1914 wstąpił do seminarium duchownego. 14 maja 1922 roku przyjął święcenia, jednocześnie składając śluby wieczyste u Misjonarzy Ducha Świętego. Po wyświęceniu został mianowany na mistrza nowicjatu i został przeniesiony do Meksyku, gdzie poświęcił się ze szczególną troską więźniom. W 1926 roku w czasie prześladowań religijnych, potajemnie zwiększył apostolat kapłański. Jego gorliwość apostolska doprowadziła go do utworzenia grup akolitów i katechistów, których celem było zachęcanie młodych ludzi do wzrostu duchowego i wykonywania apostolatu. W 1927 roku przeniósł się do Rzymu, gdzie uczęszczał na kursy teologii dogmatycznej na Papieskim Uniwersytecie Gregoriańskim. Okres rzymski nie był jednak spokojny z duchowego punktu widzenia, ze względu na czynniki zewnętrzne, które wywołały w nim silny kryzys i wystawiły na próbę jego powołanie zakonne.
W 1934 roku założył Zgromadzenie Misjonarzy Miłości Maryi Niepokalanej z misją pomagania wszystkim ludziom żyć jak dzieci kochane przez Boga. Był miłośnikiem ciszy i kontemplacji, a także głębokiej miłości do Boga, co zaowocowało wzorowym życiem zakonnym. Miał synowskie nabożeństwo do Maryi Dziewicy i był człowiekiem intensywnej modlitwy. Jego ulubieńcami byli chorzy, zwłaszcza kapłani, których często odwiedzał, niosąc im słowo nadziei. Jego pełne radości miłosierdzie napełniało duszę i odwagę.
W ostatnich latach swojego życia doznał zapalenia opon mózgowych, co skutkowało pogarszającym się stanem jego zdrowia. Zmarł 25 czerwca 1950 roku w Meksyku. Od 29 marca do 5 kwietnia 2014 za zgodą kardynała Norberto Rivery Carrery ówczesnego arcybiskupa Meksyku, przeprowadzono proces ekshumacji, rozpoznania i przeniesienia jego szczątków do narodowego kościoła ekspiacyjnego San Felipe de Jesús w CDMX.
Jego proces beatyfikacyjny rozpoczął się w 2000 roku: faza diecezjalna trwała od 4 lutego do 18 września 2001 roku; faza rzymska rozpoczęła się 25 października 2001 roku.
28 marca 2013 roku papież Franciszek upoważnił ówczesną Kongregację Spraw Kanonizacyjnych do promulgowania kilku dekretów, a jednym z nich jest uznanie heroiczności cnót Sługi Bożego Moisésa Liry Serafína i od tej pory przysługiwał mu tytuł Czcigodnego Sługi Bożego, zaś 14 grudnia 2023 roku upoważnił Dykasterię Spraw Kanonizacyjnych do promulgowania dekretu beatyfikacyjnego Moisésa Liry Serafína, potwierdzający cud za jego wstawiennictwem, co otworzyło drogę do jego beatyfikacji.
14 września 2024 w bazylice Matki Bożej z Guadalupe pod przewodnictwem jego eminencji prefekta dykasterii do spraw świętych Marcello Semeraro – w imieniu papieża Franciszka, odbyła się uroczysta eucharystia, podczas której zostala dokonana jego beatyfikacja.